# Sân bay quốc tế Pointe-à-Pitre
Sân bay quốc tế Pointe-à-Pitre hay Sân bay Pointe-à-Pitre - Le Raizet (IATA: PTP, ICAO: TFFR), cũng gọi là Aéroport Guadeloupe Pôle Caraïbes trong tiếng Pháp, là một sân  bay ở Pointe-à-Pitre, Guadeloupe. Đây là trung tâm hoạt động của hãng hàng không Air Caraïbes. Sân bay này cách trung tâm thành phố 3 km.
Năm 2003, sân bay Pointe-à-Pitre phục vụ 1.761.455 lượt khách.

## Các hãng hàng không và các tuyến điểm
- Air Antilles Express (Fort-de-France, Saint Martin, St. Barthélemy)
- Air Caraïbes (Belem, Cayenne, Curacao, Desirade, Fort-De-France, La Habana, Les Saintes, Marie-Galante, Miami, Panama City, Paris-Orly, Port-au-Prince,  Port of Spain, Puerto Plata, San Jose (CR), San Juan, Santo Domingo, St. Barthélemy, St. Maarten/St. Martin, St. Lucia, Stockholm-Arlanda, Venice)
- Air Canada (Montréal)
- Air France (Cayenne, Fort-de-France, Miami, Orlando, Paramaribo, Paris-Orly, Port-au-Prince, St. Maarten, Santo Domingo)
- Air Italy (Milan-Malpensa)
- American Airlines
  - American Eagle do Executive Air cung ứng (San Juan)
- Corsairfly (Bordeaux, Nantes, Paris-Orly)
- Leeward Islands Air Transport (Antigua, Dominica)
- Neos (Milan-Malpensa)
- WestJet (Montréal) [theo mùal]